# Джовани Доменико Касини
Вижте пояснителната страница за други личности с името Джовани.
Джовани Доменико Касини (на италиански: Giovanni Domenico Cassini; на френски: Jean-Dominique Cassini) е италиански астроном, инженер и астролог, работил през втората половина от живота си във Франция.

## Биография
Касини е роден на 8 юни 1625 в Периналдо, Генуезка република. От 1648 до 1669 работи в обсерваторията Панцано и Болонския университет. По това време той подготвя за папа Климент IX проекти за военни укрепления и хидротехнически съоръжения по течението на река По.
През 1669 Касини заминава за Франция и от 1671 до края на живота си е директор на Парижката обсерватория. Едновременно и независимо от Робърт Хук той открива Голямото червено петно на Юпитер. Касини пръв наблюдава и четири от естествените спътници и разделението в пръстените на Сатурн, както и диференциалното въртене в атмосферата на Юпитер.
През 1672 Касини изпраща своя колега Жан Рише в Кайен, Френска Гвиана, и двамата извършват едновременни наблюдения на Марс, като по този начин изчисляват неговия паралакс и за пръв път изчисляват реалните размери на Слънчевата система.
Касини е и първият, който успява да направи успешни измервания на географската дължина, използвайки метода за измерване на времето по затъмненията на спътниците на Юпитер, предложен по-рано от Галилео Галилей. Методът е използван, за да се измери големината на Франция, като страната се оказва значително по-малка от предварителните очаквания.
През 70-те години на 17 век Касини започва да работи по мащабен проект за създаване на топографска карта на Франция, като използва за тази цел триангулация. Проектът е продължен от неговия син Жак Касини и е довършен от внука му Касини дьо Тюри, като окончателната Карта на Касини е публикувана през 1789 или 1793. Това е първата топографска карта, обхващаща цяла страна.
Умира на 14 септември 1712 година в Париж на 87-годишна възраст.